# Marimo Ragawa
Pour les articles homonymes, voir Marimo.
Marimo Ragawa (羅川 真里茂, Ragawa Marimo) est une mangaka japonaise.

## Biographie
Elle est auteur d'une série en quatre tomes intitulée New York New York parue en France. Ce shojo manga décrit la relation amoureuse entre deux hommes, dans le milieu de la police.
En 1995, elle remporte le prix Shōgakukan dans la catégorie Shōjo pour Baby and Me et le Prix du manga Kōdansha en 2012 pour Mashiro no Oto (ましろのおと).

## Publications
- Akachan to boku (1992)
- Itsu demo Otenki Kibun (1994)
- New York, New York (1998)
- Shanimuni GO (2002)
- Tōkyō shōnen monogatari (2002)
- Mashiro no Oto